# Usine de traitement des eaux usées de Tillman

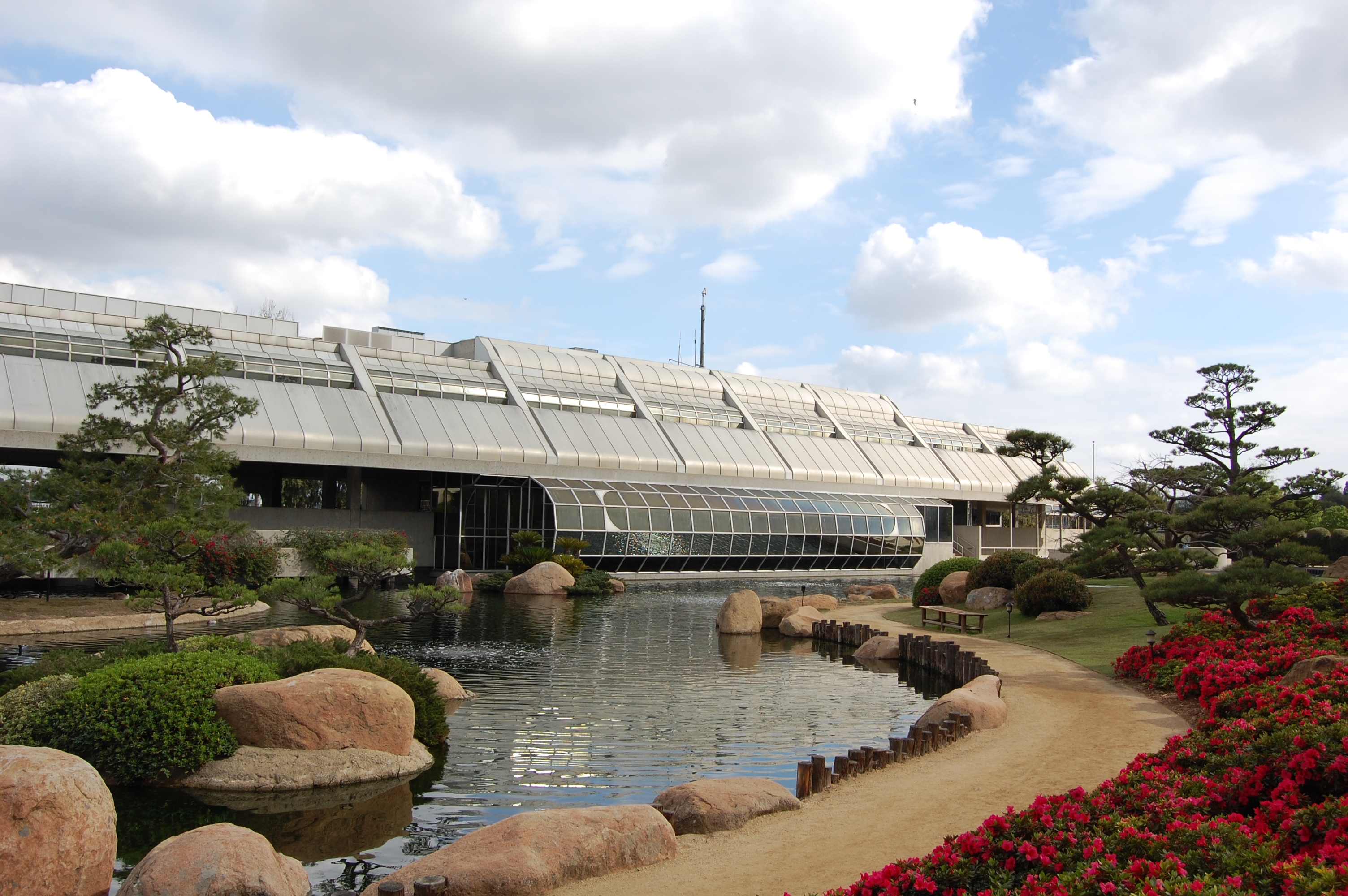
Le jardin japonais à côté de l'usine de traitement des eaux usées de Tillman à Los Angeles.

L'usine de traitement des eaux usées Donald C. Tillman est une usine de traitement d'eaux usées située à Los Angeles dans le quartier de Van Nuys. L'usine a été conçue, dessinée et construite par le Bureau d'ingénierie de la ville de Los Angeles. Le bâtiment a été conçu par l'architecte californien Anthony John Lumsden (en). Un jardin japonais (en) a été implanté à côté de l'usine pour démontrer la pureté de l'eau traitée. Le jardin a été utilisé comme décors de cinéma dans des films et des émissions de télévision, notamment Flic ou Zombie, Soleil levant, Matlock, K 2000, Bio-Dome, Jumeaux et Starfleet de Star Trek.
L'usine traite et recycle les eaux usées du réseau d'égouts de l’agglomération. Les eaux traitées sont déversées dans le lac du parc Balboa adjacent, puis dans le fleuve Los Angeles, où elles constituent la majorité du débit. L'usine est entrée en activité en 1985, traitant 300 000 m3 d'eau usée par jour, produisant 98 000 m3 d'eau recyclée. Elle porte le nom de Donald C. Tillman, ingénieur de la ville de 1972 à 1980.

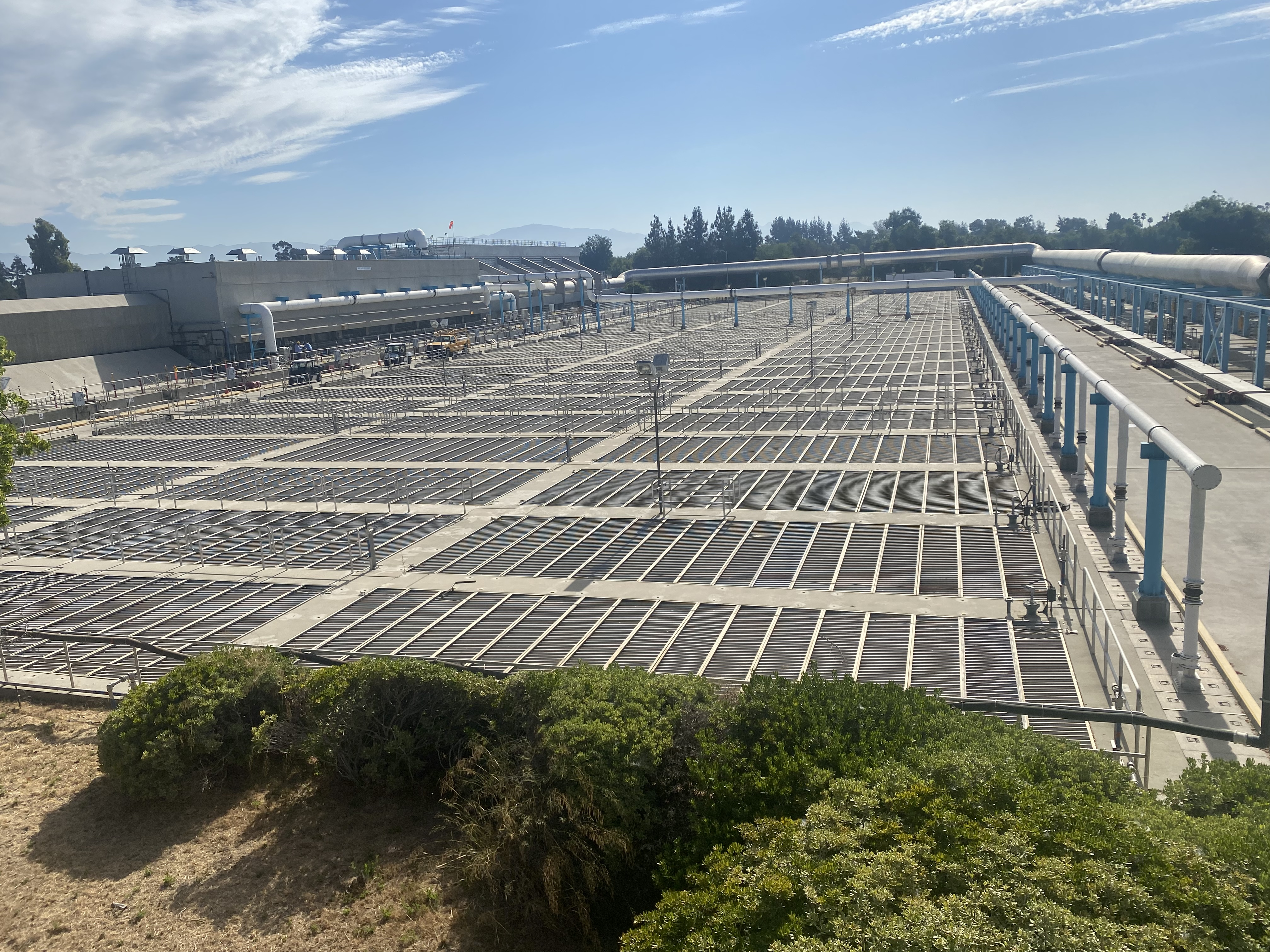
Réservoirs des eaux usées de l'usine.